# Рашидова, Сархат Ибрагимовна
Сарха́т Ибраги́мовна Раши́дова (азерб. Сәрһәт Ибраһим гызы Рәшидова; 1875, село Старый Зидьян Дербентского района Дагестана — 15 января 2007, Дагестанские Огни, Россия) — российская неверифицированная долгожительница, то есть долгожительница, возраст которой не подтверждён международными организациями.

## Биография
Возможно, самый пожилой человек России, родилась в 1875 году при Александре II в селе Старый Зидьян ныне Дербентского района Дагестана и прожила в трёх веках. По национальности — азербайджанка. Когда свершилась революция,[какая?] ей было 42 года. Долгожительницу обнаружили при смене паспортов после распада СССР. Всю жизнь прожила натуральным хозяйством. Вырастила 5 детей, овдовела в 1957 году. Говорила только на азербайджанском языке. Умерла во сне в доме своего сына в городе Дагестанские Огни, где зимовала каждый год.